# 一関市民歌
「一関市民歌」（いちのせきしみんか）は、岩手県一関市が制定した市民歌である。以下の2代が存在する。
1. 1955年（昭和30年）7月制定。作詞・村川健一、作曲・千葉了道。
2. 2007年（平成19年）1月制定。作詞・北川康弘、作曲・高嶋みどり。

現在の市民歌は2.である。

## 解説

### 初代
1948年（昭和23年）に市制施行した（初代）一関市と西磐井郡の4村が1955年（昭和30年）1月1日に新設合併して成立した（2代目）一関市の発足記念事業として、半年後の7月に旧「一関市民歌」が市章と合わせて制定された。
（2代目）一関市は市民歌の制定から50年後の2005年（平成17年）9月20日に両磐（西磐井郡・東磐井郡）の7町村と新設合併し、同日を以て（3代目）一関市が発足している。一関地方合併協議会では市章・市民憲章・市花・市木・市鳥を（2代目）一関市から更新する方針を決定したものの、旧「一関市民歌」を含む市町村歌の合併後の扱いに関しては明文の取り決めが行われなかった。

### 2代目
平成の大合併による（3代目）一関市が発足した翌2006年（平成18年）5月、市役所内に「市民歌制定委員会」が設置されて新市民歌の制定作業を開始する。懸賞募集の応募総数は124篇で、大阪府からの応募作を入選作として採用したのち合唱曲で定評のある高嶋みどりに作曲を依頼し、2007年（平成19年）1月29日付で（2代目）一関市が制定した旧市民歌と同じ表題の新「一関市民歌」が制定された。
制定意義は「一関市の素晴らしさや今後の発展を表現した、明るく、世代を超えて愛される歌」とされ、2月4日開催の一関合唱祭で歌唱指導を行ったのち同月16日の「一関市民憲章推進大会」で初演奏が披露された。一関市役所では市民歌の演奏機会について「市で開催する式典等で歌われている」とする。